# Floridahäher

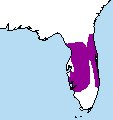
Verbreitungsgebiet des Floridahähers, USA

Der Floridahäher (Aphelocoma coerulescens), früher als Florida-Buschhäher bezeichnet, ist eine Singvogelart aus der Familie der Rabenvögel, die nur in Florida vorkommt.

## Merkmale
Der Floridahäher hat eine Körperlänge von 28 Zentimetern. Der Hinterkopf, der Mantel, die Flügeloberseiten und der Schwanz sind leuchtend blau. Der Rücken, die Unterseite und die Stirn sind grau. Unterhalb des Kropfes ist ein dunkles Band. Die Ohrdecken sowie die Unterseiten von Flügel und Schwanz sind dunkel, ebenso die Iris, der Schnabel und die Beine.

## Systematik
Die Erhebung in den Rang einer Art erfolgte im Jahr 1995. Diese Entscheidung wurde durch Knochenfunde aus dem späten Pleistozän sowie durch molekulargenetische und ökologische Befunde bestätigt.

## Lebensraum und Verbreitung
Das Vorkommen des Floridahähers ist auf die mit Buschwerk bestandenen Regionen Floridas beschränkt. Sein bevorzugter Lebensraum befindet sich meist in einem Übergangszustand: Nach Bränden entstandenes Buschwerk, das größtenteils aus etwa drei Meter großen Eichen besteht und von kleinen Lichtungen durchsetzt ist.

## Gefährdung und Schutz
Der Bestand der Art ist im 20. Jahrhundert auf Grund der Vernichtung seines Lebensraums um etwa 90 Prozent zurückgegangen. Er wurde 1975 von der Florida Fish and Wildlife Conservation Commission und 1987 vom U.S. Fish & Wildlife Service als bedrohte Art eingestuft. Die Bestände der Westküste Floridas werden genau beobachtet und untersucht. Dazu werden die Tiere farbig beringt, so dass die Individuen mit dem Fernglas identifiziert werden können. Der Lebensraum wird geschützt oder wiederhergestellt.